# 이부키촌
이부키촌(일본어: 伊吹村)은 일본 가가와현 미토요군에 있던 촌이다. 1949년 1월 1일 부터 1956년 9월 30일까지 존재, 이부키섬의 전지역을 포함했다

## 역사

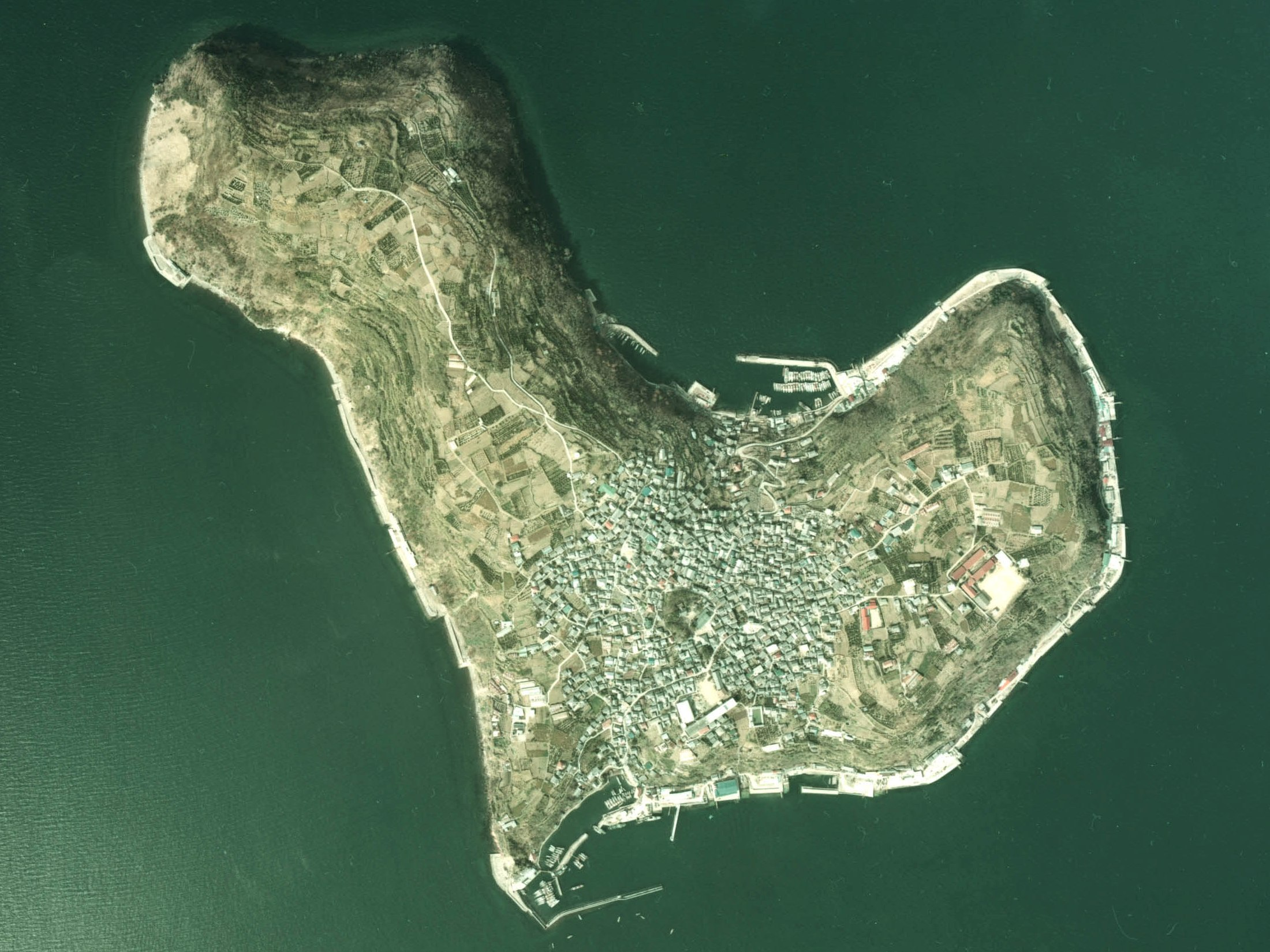
이부키섬

에도시대의 이부키섬은 사누키국 도요타군 이부키시마촌(豊田郡伊吹島村)이였다.
1890년 2월 15일 - 정촌제 시행에 의해 도요타군 간온지정이 성립하여, 1891년의 가구 수는 231호, 인구는 1490명이었으며, 1899년 4월 1일에는 미노군과 도요타군의 구역으로 미토요군이 성립하였다. 1913년의 가구 수는 351호, 인구는 2339명이었다.
태평양 전쟁 중인 1941년의 가구 수는 570가구, 인구 3337명, 1948년의 가구 수는 723가구, 인구 3983명이었다. 전후 1949년 1월 1일, 간온지정 오아자 이부키의 구역을 분립해 이부키촌이 성립하여 1950년 가구수는 718가구, 인구는 4325명이었다.
정치적인 면의 엄격함을 이유로 쇼와의 대합병인 1956년 9월 30일에 이부키촌이 간온지시에 편입해 간온지시에 이부키정이 설치, 동일 이부키촌은 폐지되었다.

## 참고 문헌
- 角川日本地名大辞典編纂委員会, 『角川日本地名大辞典 43 香川県』, 1985, 角川書店
- 四国新聞社 編『香川年鑑』 昭和31年、四国新聞社、高松市、1955年12月15日。 NCID BB10788678。OCLC 52393151。
- 角川日本地名大辞典編纂委員会 編『角川日本地名大辞典』 37巻《香川県》、株式会社角川書店、東京、1985年10月1日。doi:10.11501/12196656。ISBN 978-4-04-001370-1。 NCID BN00094881。OCLC 673687039。